# Géographie de la Creuse

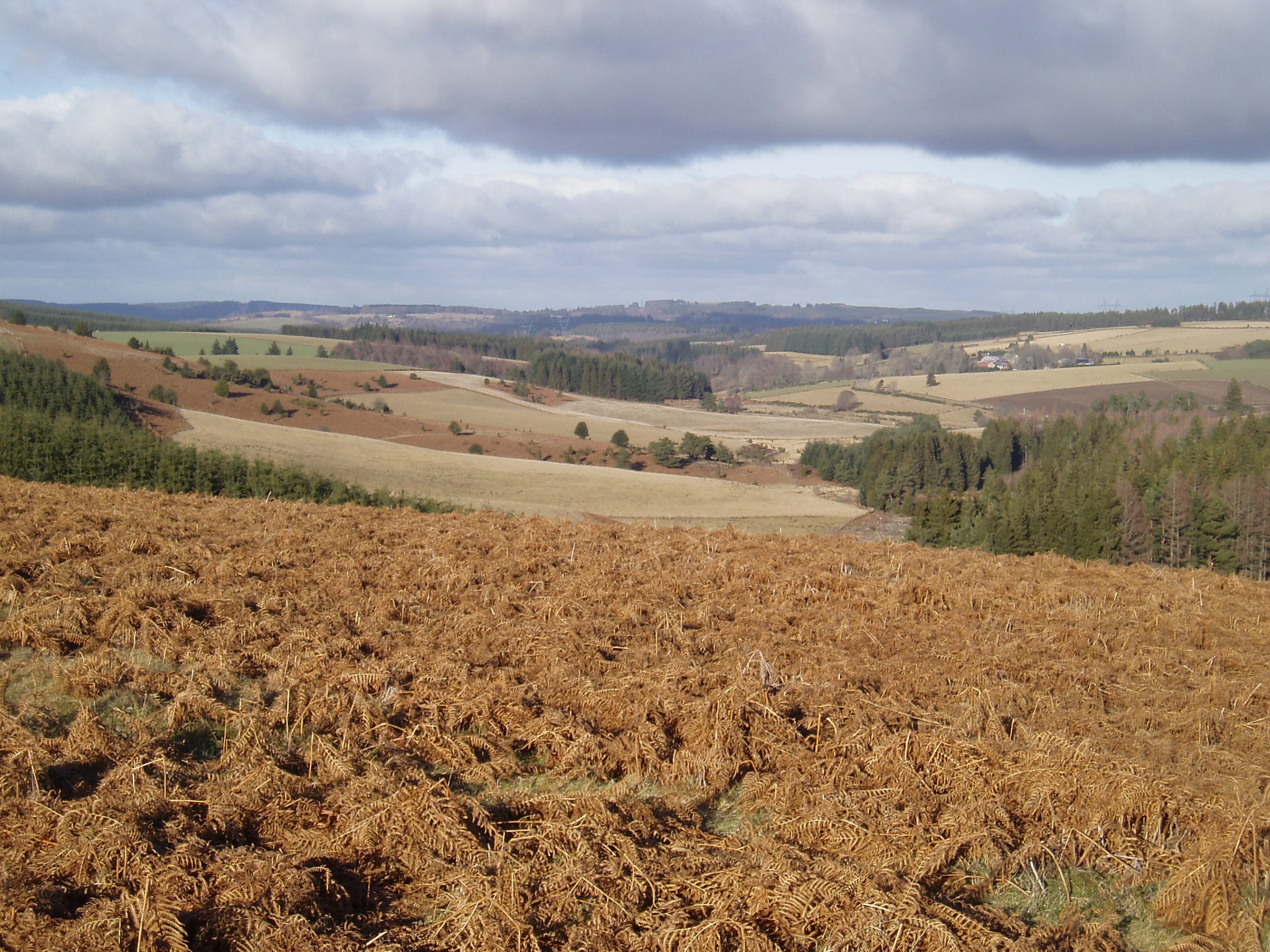
Paysage de la Creuse

La Creuse fait partie de la région Nouvelle-Aquitaine. Elle est limitrophe des départements de la Corrèze, de la Haute-Vienne, de l'Allier, du Puy-de-Dôme, du Cher et de l'Indre. Le département est situé à l'extrémité nord-ouest du Massif central. Le plateau de Millevaches occupe le sud-est.

## Situation
La Creuse présente une superficie de 5 565 km2 et une population de 117 503 habitants, soit une densité de 22 habitants au kilomètre carré. C'est le 61e département par sa superficie.
Les principales villes sont Guéret chef-lieu du département de la Creuse avec 14 123 habitants, La Souterraine, Aubusson avec 4 239 habitants, Bourganeuf avec 3 163 habitants, Felletin, Ahun, Crozant…

## Géographie physique

### Origine
La région s'est soulevée à la fin du Protérozoïque (ère primaire), il y a six cents millions d'années, dans le plissement hercynien-varisque, première phase du cycle orogénique de même nom qui a créé les massifs d'Europe de l'Ouest, armoricain, le central et les Vosges en France. À cette période les continents ont une organisation mal connue, car on pense qu'ils se trouvent au milieu d'un cycle de Wilson, entre le super-continent de la Rodinia et celui de la Pangée. Puis l'érosion aplatit les sommets et laisse en place une pénéplaine granitique, qui déverse sur ses marches les résidus détritiques des montagnes qui ont été. La Pangée se forme, puis éclate en Laurasia et Gondwana. Des mers, au nord et à l'ouest viennent baigner des rivages au-delà desquels vont se déposent les Bassins parisien et aquitain.
Le soulèvement des Alpes, prochain cycle orogénique à frapper la région qui deviendra l'Europe, bouscule la pénéplaine du Massif central et fait basculer vers le nord les plateaux dont fait partie la région creusoise. C'est ainsi que se fige la direction de drainage dans laquelle vont couler les rivières qui s'installent, la Grande et la Petite Creuse, la Gartempe, le Thaurion, l'Arnon, la Vienne, le Cher, l'Indre et la Loire.
L'encaissement de la vallée de la Creuse, dans les alluvions qui bordent les premières zones granitiques du Massif central, remonte au début du Quaternaire.
Le département culmine à 936 m au Puy des Chaires dans la forêt de Châteauvert sur la commune de Saint-Oradoux-de-Chirouze.

Paysages de la Creuse :
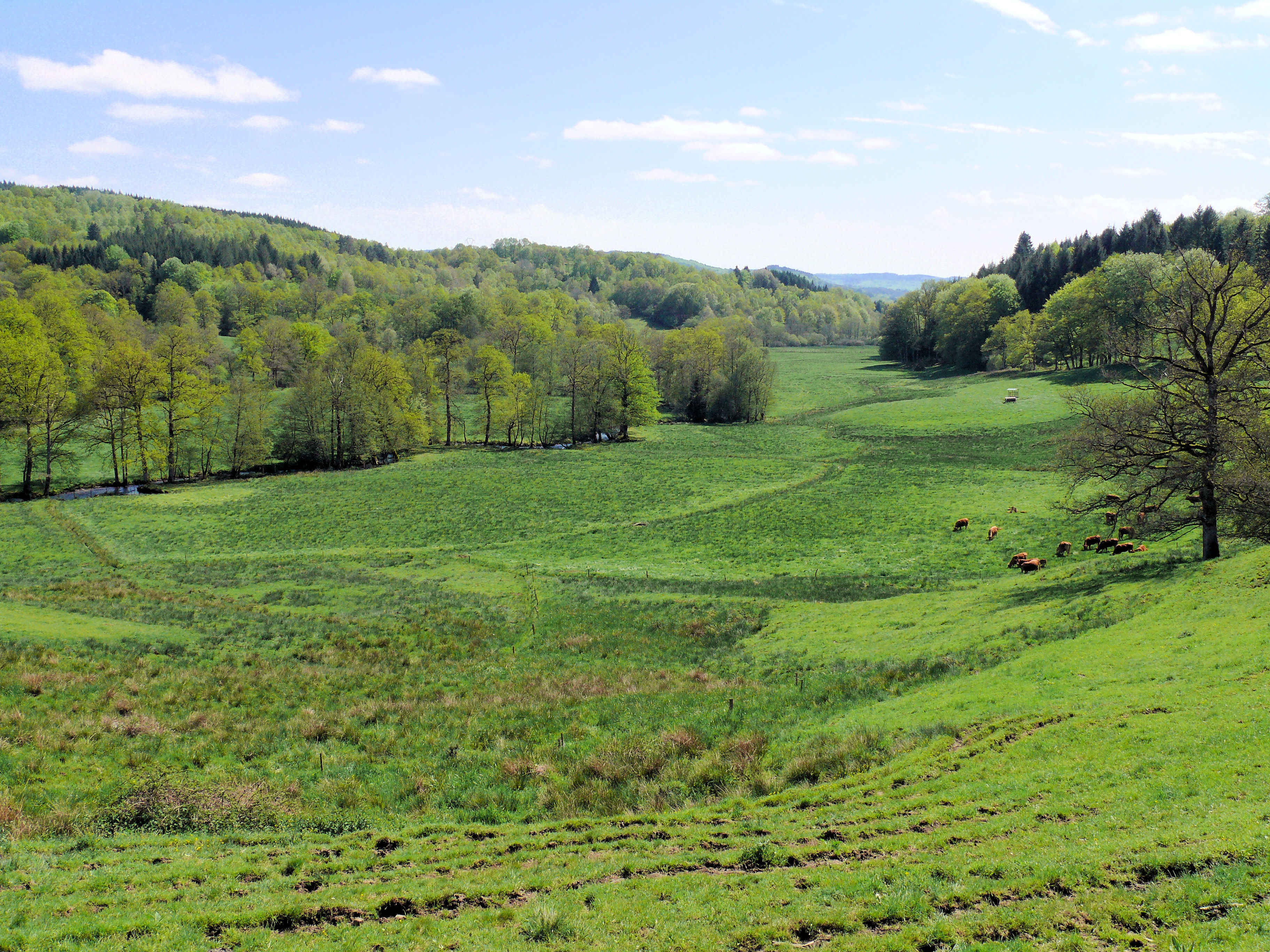
La Villedieudans le sud.
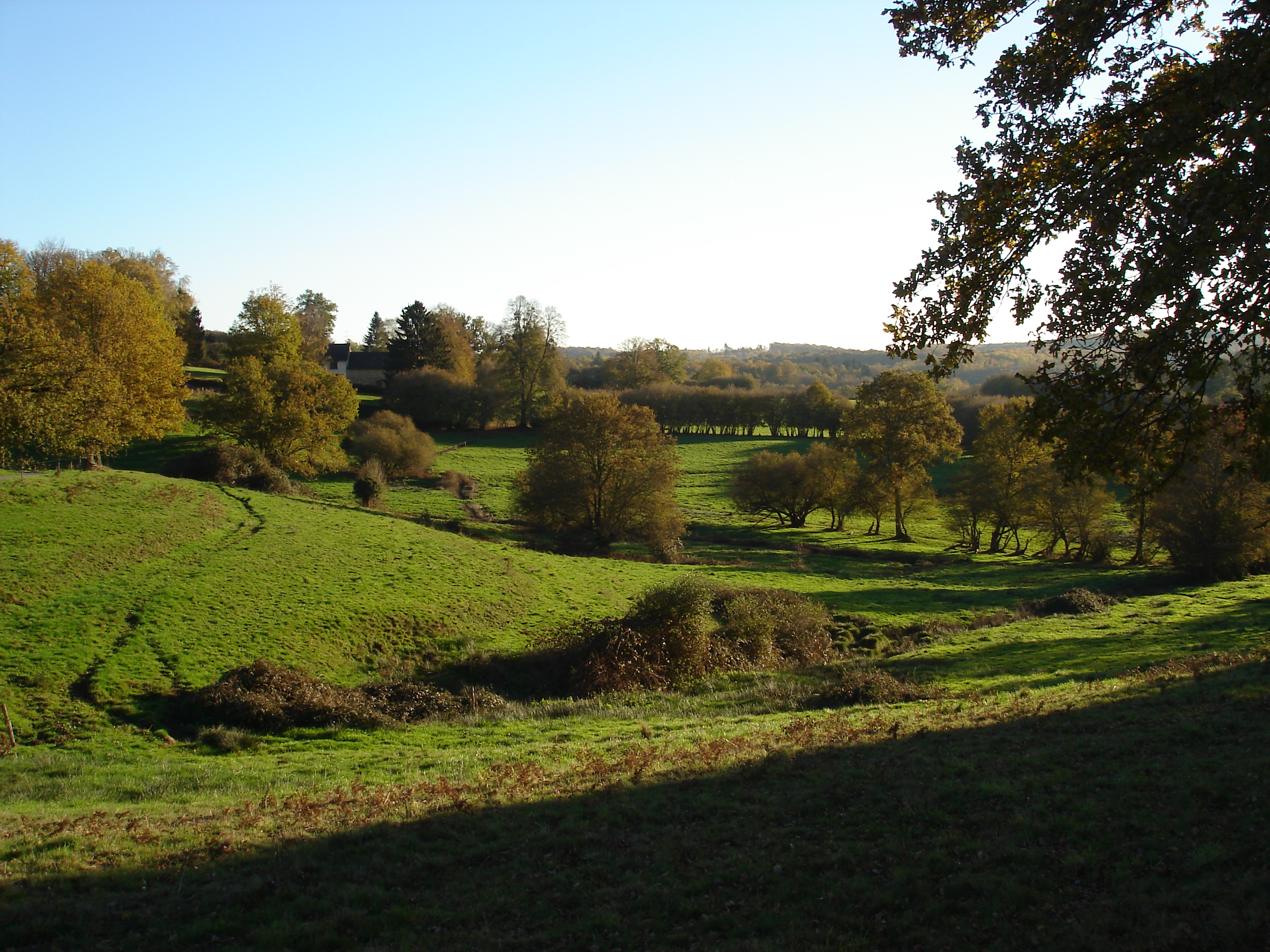
Dans l'ouest paysage typique.
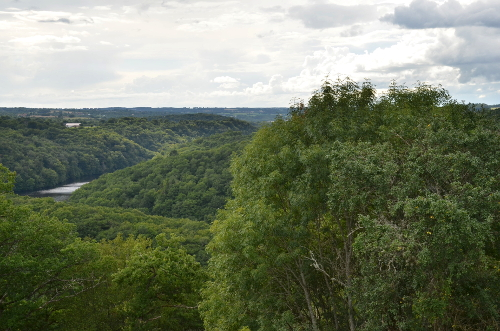
Vallée de la Creuse depuis Le Bourg-d'Hem, dans le nord.

### Géologie
La pierre aux neuf gradins est un site qui est situé sur la commune de Soubrebost, à proximité de Pontarion.
De l'anthracite est présent dans le sous-sol creusois et a été exploité par les houillères du bassin d'Ahun-Lavaveix et à Bosmoreau-les-Mines.

### Hydrographie

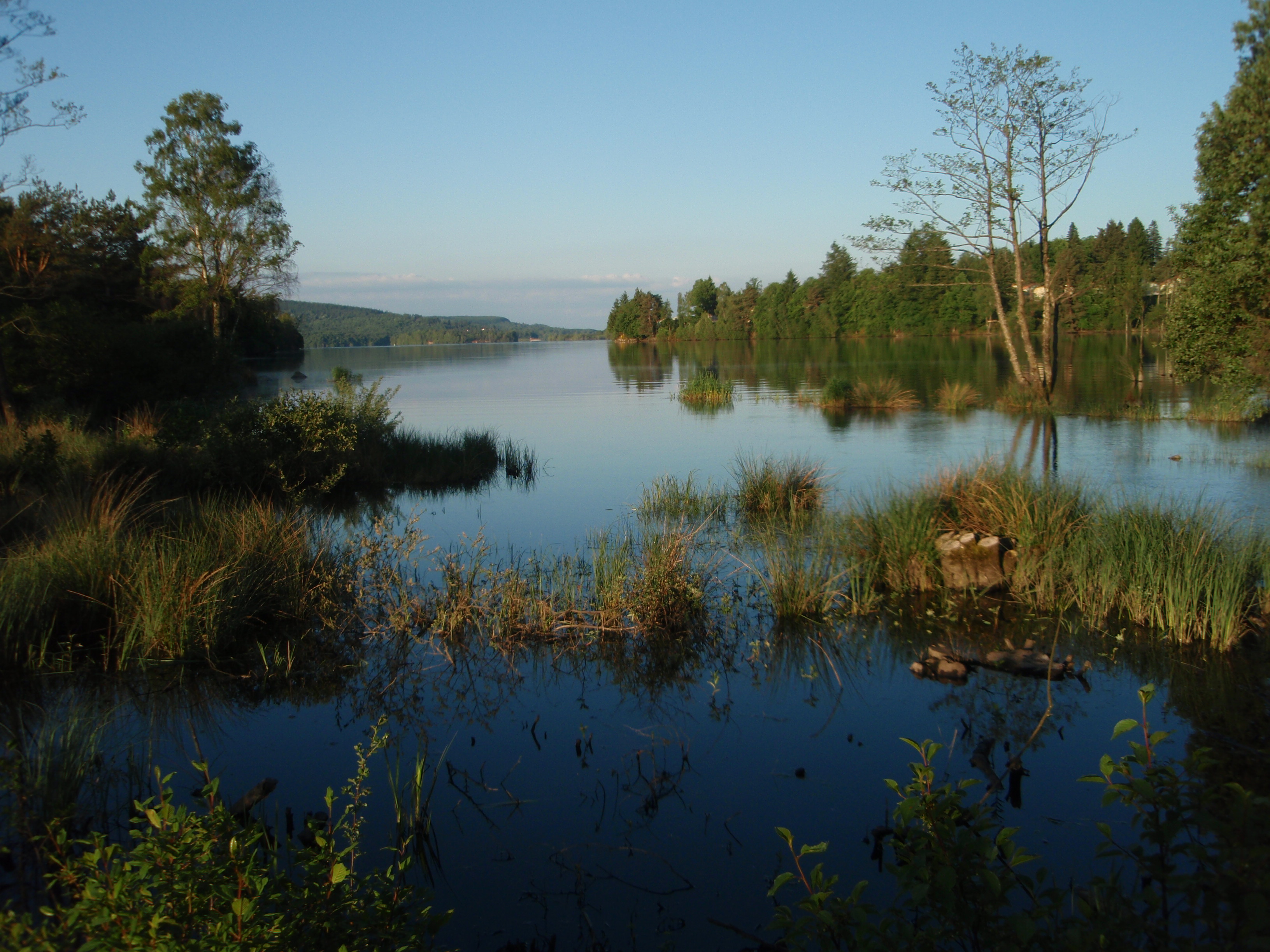
Le lac de Vassivière.

Le département de la Creuse possède de nombreuses rivières, de sources : la Creuse, le Thaurion, la Gartempe, le Cher, la Maulde de nombreux lacs : lac de Vassivière, la Chaume, la Cazine...
Le lac de Vassivière (Vaciviéra en occitan) est un lac artificiel de 9,76 km2. Plan d'eau le plus important du Limousin, il se situe au nord-ouest du plateau de Millevaches, au sein d'une forêt épaisse, dans un site exceptionnel. Le lac a été construit de 1947 à 1950 et mis en service en 1950. Il est alimenté par la Maulde, un affluent de la Vienne. Établi à 650 mètres d’altitude, il est situé pour partie en  Haute-Vienne et pour partie en Creuse.
Le lac de Lavaud-Gelade est situé sur les communes de Royère-de-Vassivière, Saint-Marc-à-Loubaud et de Gentioux-Pigerolles dans la Creuse. D'une surface de 285 ha, il est alimenté par le Thaurion. Il est situé dans un site inscrit depuis le 24 décembre 1980.
L’eau est présente aussi à Évaux-les-Bains, la seule station thermale du Limousin, connue depuis l’Antiquité et spécialisée dans la rhumatologie.

### Les tourbières

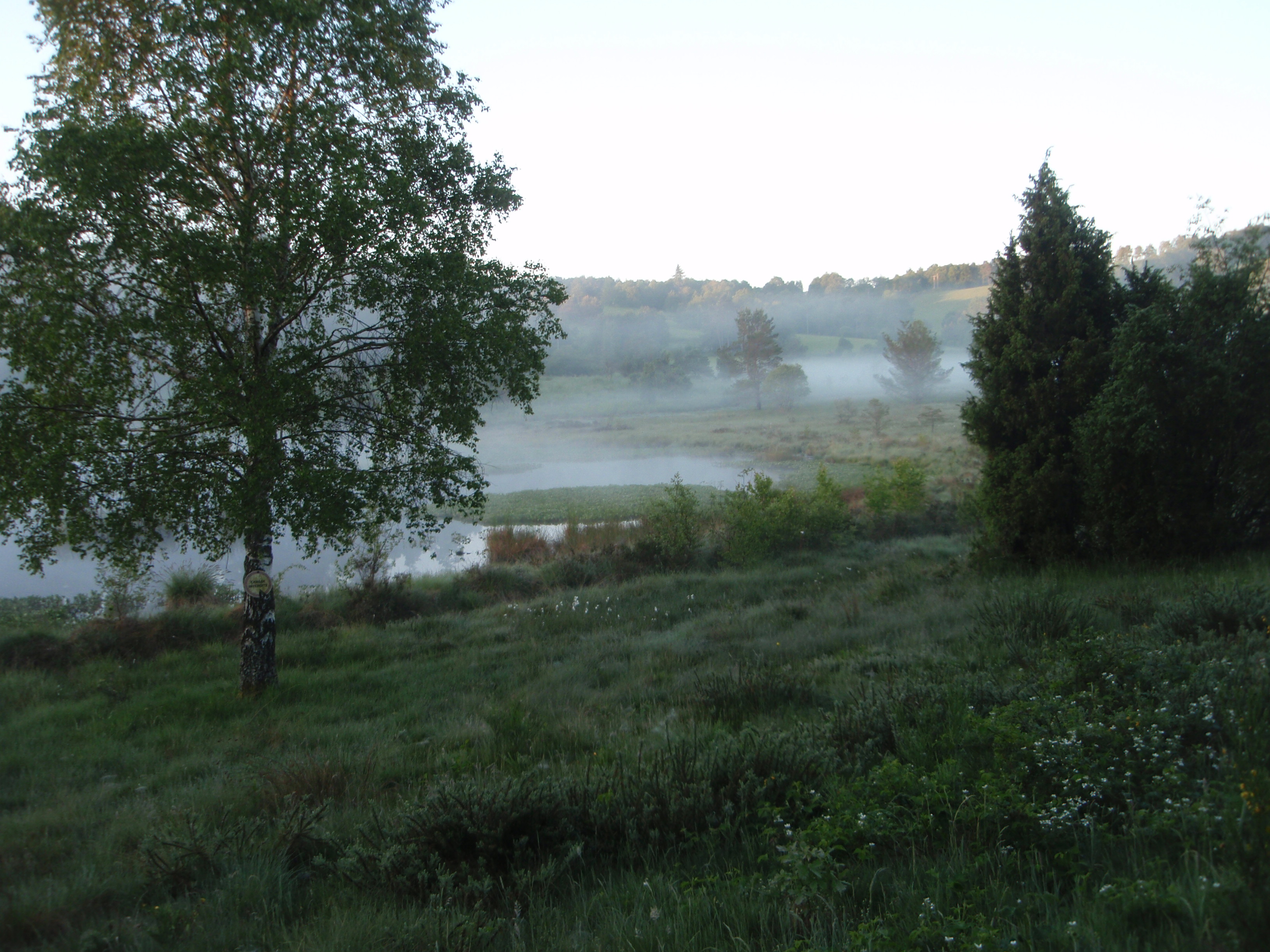
La tourbière d'Auzoux-Auchaise

La creuse présente de nombreuses tourbières sur son territoire comme la tourbière de la Mazure. Une tourbière est un écosystème très original, fragile, une zone humide caractérisée par l'accumulation progressive de la tourbe, un sol caractérisé par sa très forte teneur en matière organique majoritairement végétale, peu ou pas décomposée. Cette caractéristique fait des tourbières des puits de carbone.
La faune est pauvre et très spécialisée : le lézard vivipare, le pipit farlouse, la vipère péliade qui bénéficie d'un statut de protection partielle dans la liste de l'arrêté du 22 juillet 1993, le circaète Jean-le-Blanc (Circaetus Galicus) : c'est un oiseau, rapace diurne de la famille des Accipitridés. Sa silhouette ressemble à celle d'une grosse buse. Ses ailes et sa queue sont larges et son ventre est clair tandis que sa poitrine et sa tête sont plus sombres. Il se nourrit presque exclusivement de serpents.
En ce qui concerne la flore, on trouve de nombreuses espèces rares dont toutes les espèces de Droséra.

### Les forêts

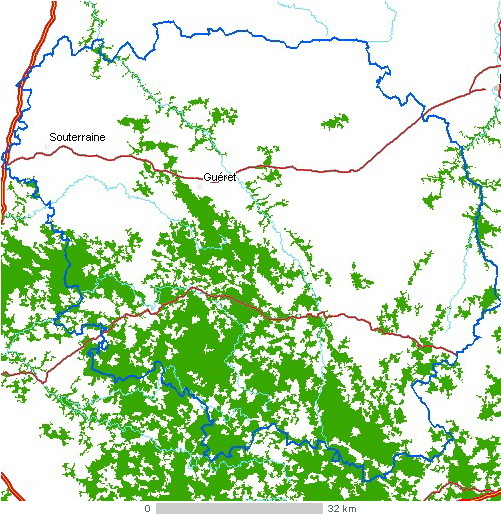
Carte forestière de la Creuse

La forêt limousine est nouvelle. En 1862, elle occupe une faible surface avec 118 900 hectares. Mais après les deux guerres mondiales, par plantations et boisements des terrains abandonnés, elle se développe pour atteindre 584 000 ha en 2003. De fait, le développement de la forêt est proportionnel au déclin de la population.
De grands espaces essentiellement occupés par les forêts de résineux (sapin de Douglas et épicéa) ainsi que de feuillus (chêne, hêtre, bouleau, châtaignier). Les sous-bois offrent en automne des champignons, comme la coulemelle, les cèpes et les bolets bronzés, rudes ou tête de nègre, les girolles, les trompettes-des-morts ou craterelles, les mousserons, les oronges ; au printemps, les morilles, mais aussi des espèces non comestibles comme les bolets satan ou les amanites phalloïdes.

### Le climat
La Creuse est soumise à un climat océanique plus ou moins dégradé à l'image de son relief qui varie de 200 à 900 m du nord au sud.
Pour le plateau de Millevaches, c'est un climat humide dégradé par des reliefs de moyenne montagne qui sont le premier obstacle aux perturbations venant de l'atlantique. Les précipitations très abondantes. Les chutes de neige significatives et tenant au sol. Températures basses, régies par le relief. Le plateau connaît néanmoins de belles journées tièdes (grâce à une inversion de température), alors qu'elles sont médiocres ailleurs dans les vallées.

## Géographie humaine
Par décret du 18 mai 2004 a été créé le parc naturel régional de Millevaches en Limousin qui s'étend sur 113 communes, couvre une superficie de 300 000 ha et compte 38 000 habitants. Ce classement permet notamment de mener des actions visant à préserver la richesse des milieux naturels du plateau (par exemple, les tourbières).

## Pour approfondir
- Gérard Gouyet, Daniel Dayen, Paul Busuttil, Michèle Giffault, Creuse: Histoire, Art, Traditions, Langue et Littérature, Milieu naturel, Économie et société, Éditions Christine Bonneton, 2007, 319 pages.  (ISBN 2862534145)
- Christophe Rameix, L'école de Crozant: Les peintres de la Creuse et de Gargilesse, 1850-1950, Éditions Lucien Souny, 2002, 196 pages.  (ISBN 2911551877)

### Galerie

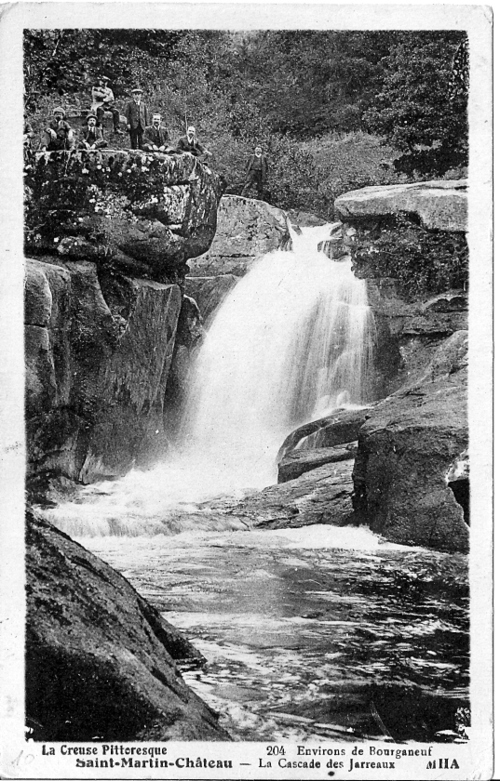
La cascade des Jarrauds en 1907
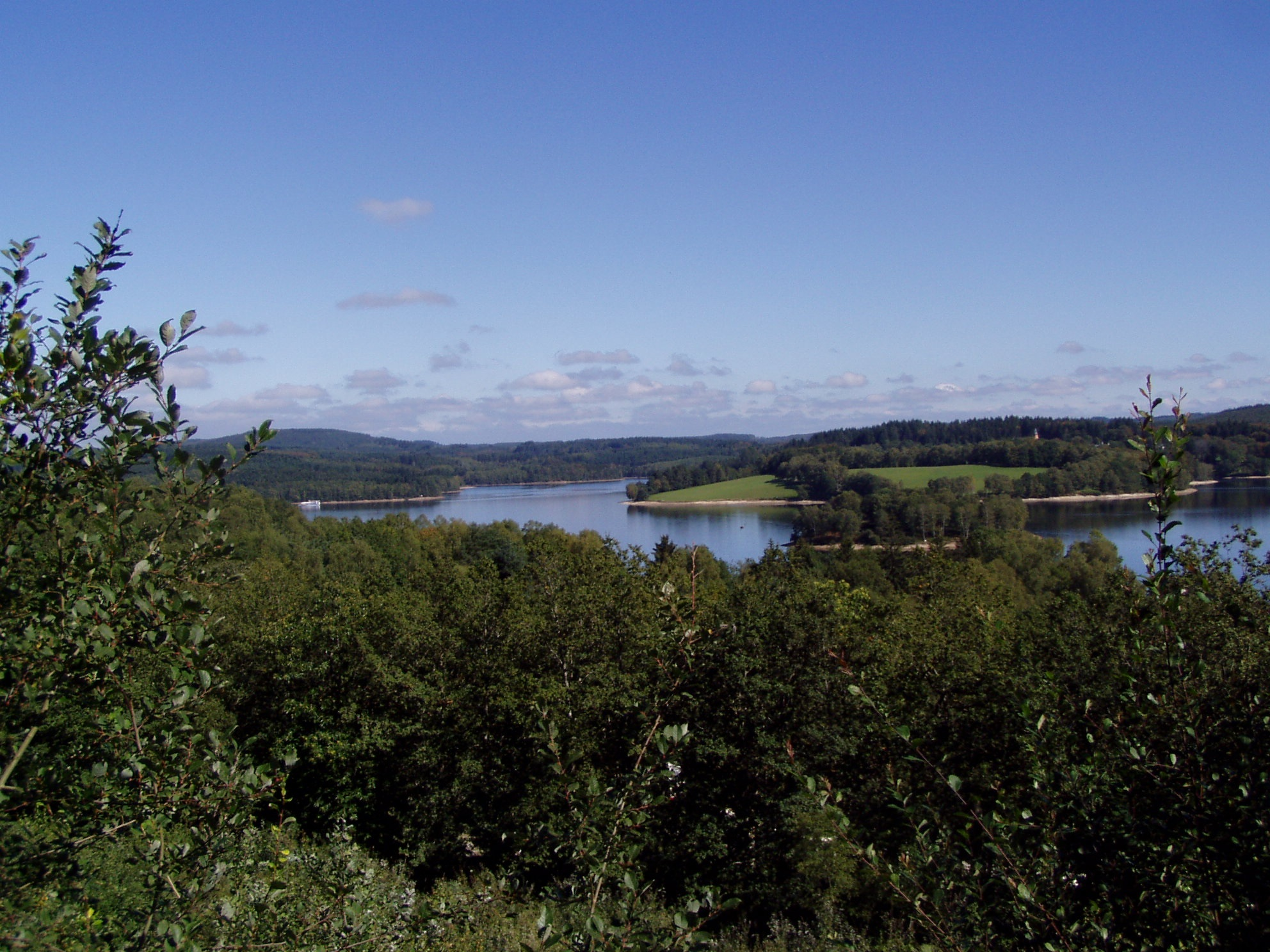
Le lac de Vassivière
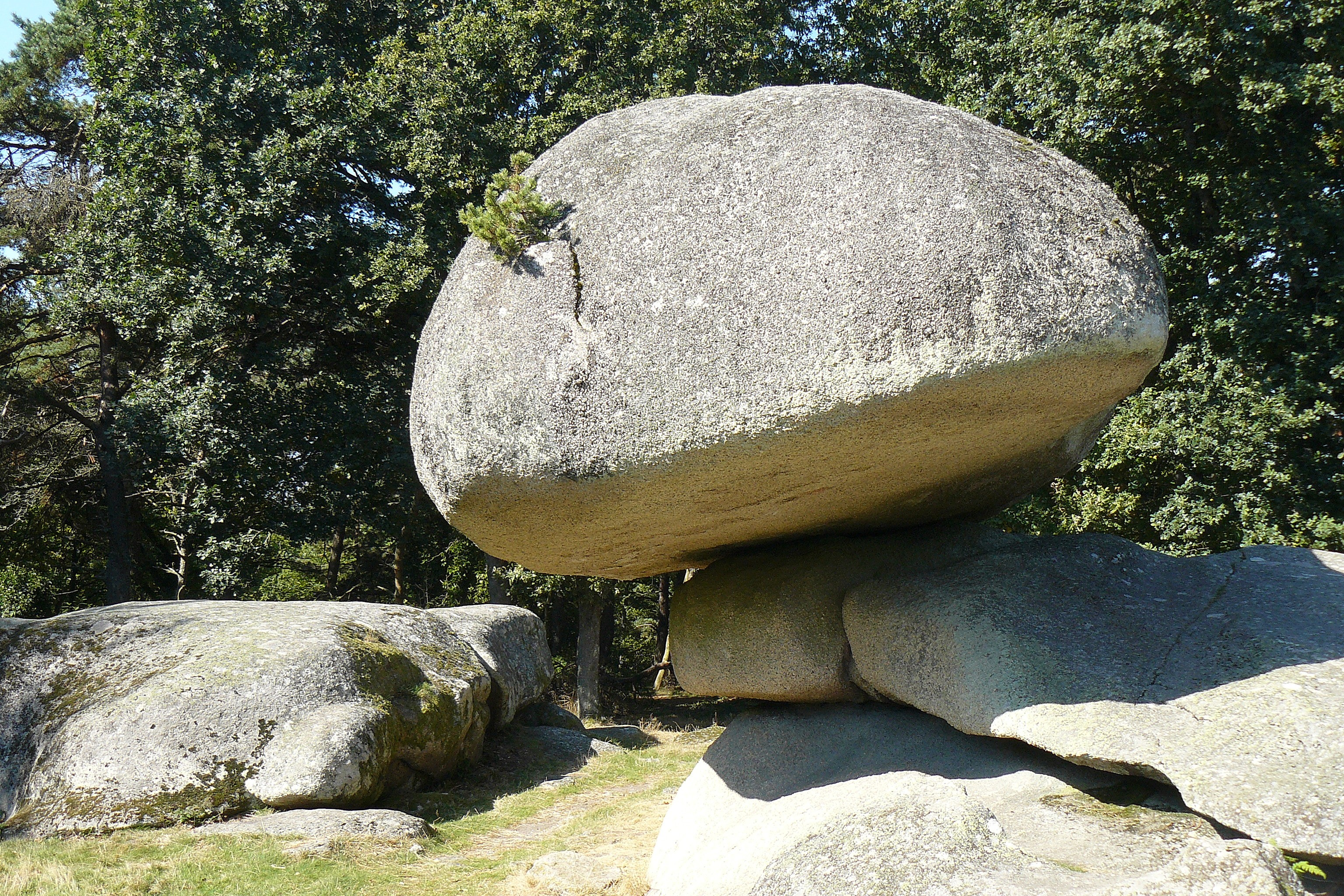
Les Pierres Jaumâtres à Toulx-Sainte-Croix